# Marion Maruska
Marion Maruska (* 15. Dezember 1972 in Mödling) ist eine ehemalige österreichische Tennisspielerin.

## Karriere
Marion Maruska spielte von 1988 bis 2001 auf der WTA Tour. Ihre höchste Platzierung in der Tenniseinzel-Weltrangliste erreichte sie am 6. Oktober 1997 mit Rang 50. Maruska konnte auf der WTA Tour einen Turniersieg in Auckland (Neuseeland) im Jahr 1996 für sich verbuchen. Ihre Finalgegnerin war die Österreicherin Judith Wiesner-Floimair, die sie mit 6:3, 6:1 besiegte. Auf der ITF-Ebene siegte sie bei vier Einzelturnieren und drei Doppelkonkurrenzen.
Sie spielte 1991 und 2002 insgesamt acht Mal für Österreich im Fed Cup. Maruska gewann zwei und verlor sechs Matches. Sie beendete im Jahr 2001 ihre aktive Karriere.
Am 2. Dezember 2010 wurde bekannt gegeben, dass sie beim ÖTV als Koordinatorin für das Bundesleistungszentrum Südstadt tätig wird. Sie absolvierte an der Universität Wien ein Sportwissenschaftsstudium. Marion Maruska hat zwei Kinder.

## Erfolge WTA Tour

### Einzeltitel
| Legende             |
| Tier IV/V Event (1) |

| Nr. | Datum          | Turnier  | Belag     | Finalgegnerin  | Ergebnis |
| --- | -------------- | -------- | --------- | -------------- | -------- |
| 1.  | 5. Januar 1997 | Auckland | Hartplatz | Judith Wiesner | 6:3, 6:1 |